# Denise Phua

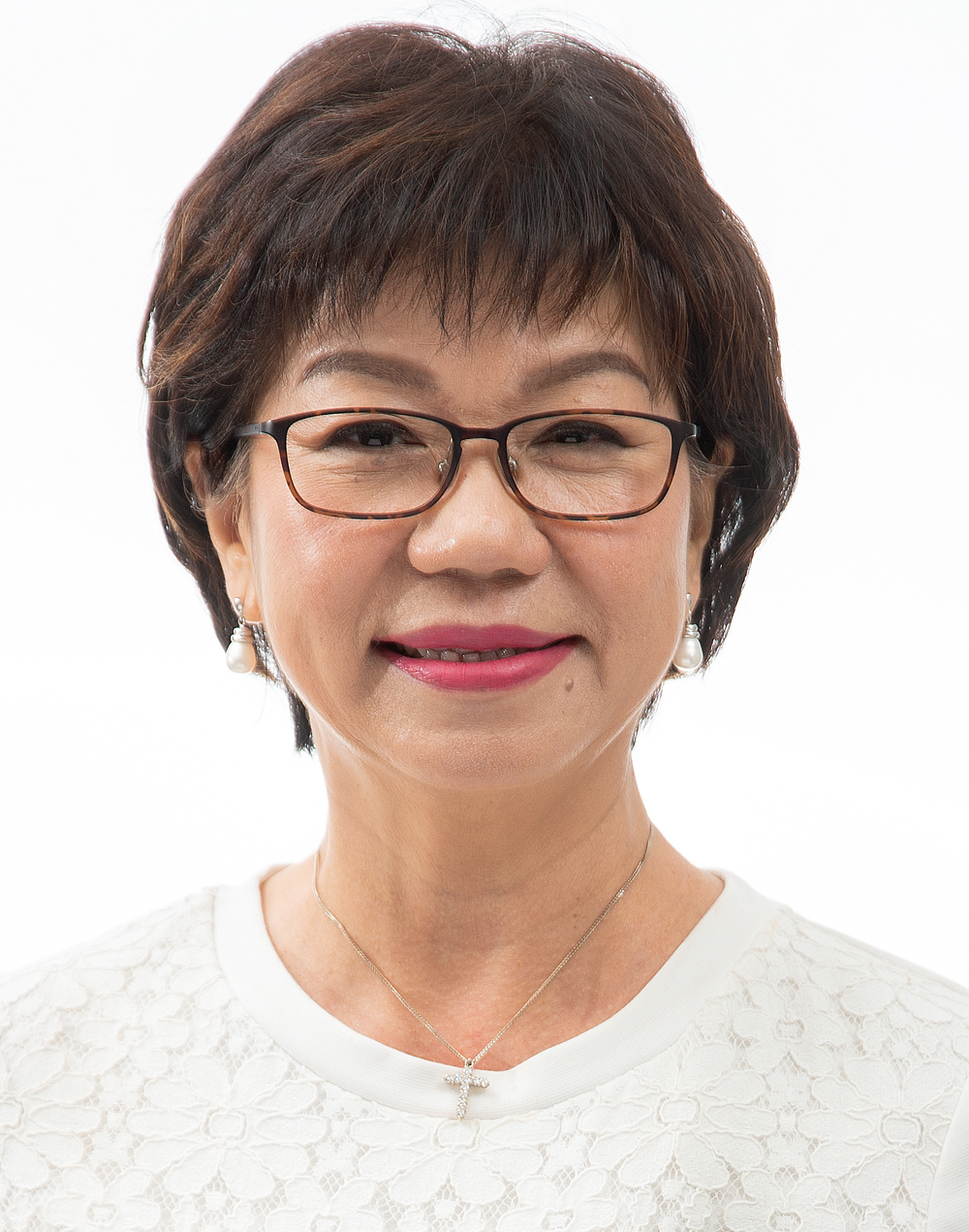
Denise Phua, 2021

Denise Phua Lay Peng (chinesisch 潘丽萍 Pinyin Pān Lìpíng, * 9. Dezember 1959) ist eine singapurische Politikerin und Menschenrechtsaktivistin. Nach einer erfolgreichen Unternehmenskarriere über zwei Jahrzehnte gab sie ihren ursprünglichen Beruf auf, um eine hauptberufliche Freiwillige für besondere Bedürfnisse zu werden. Sie wurde Präsidentin des Autism Resource Centre (Singapur) und Mitbegründerin der Pathlight School.
Sie ist derzeit Abgeordnete der regierenden Volkspartei (PAP) in Jalan Besar GRC (ehemaliger Moulmein-Kallang GRC von der Gründung am 7. Mai 2011 bis zur Auflösung am 24. August 2015). Als Abgeordnete hat sie sich auf die Entwicklung von Programmen für Menschen mit Behinderungen und besonderen Bedürfnissen in Singapur konzentriert. Sie ist derzeit Vorsitzende des Government Parliamentary Committee (GPC) für Bildung und Mitglied des GPC für soziale und familiäre Entwicklung. Sie ist auch die Bürgermeisterin des Central Singapore District.

## Frühe Karriere
Phua studierte an der Balestier Girls Primary School, der Raffles Girls’ School und dem Hwa Chong Junior College. Sie absolvierte die National University of Singapore mit einem Bachelor of Arts in Englisch und erwarb einen Master of Business Administration an der Golden Gate University. In einer Karriere von zwei Jahrzehnten hatte sie Führungspositionen bei Hewlett-Packard und der Wuthelam Group inne. Anschließend gründete sie eine regionale Firma für Führungstraining, das Center of Effective Leadership.

## Freiwillige
Bei ihrem Sohn wurde im Alter von drei Jahren Autismus diagnostiziert. Als Phua Fachleute konsultierte und nachforschte, wie sie ihm helfen könnte, dachte sie darüber nach, wie sie anderen autistischen Kindern helfen könnte. Anschließend gründete sie WeCAN, eine Wohltätigkeitsorganisation, die Betreuern autistischer Menschen hilft und interventionsprogramme für autistische Kinder im Vorschulalter anbietet.
Im Jahr 2005 verließ Phua die Unternehmenswelt, um ein hauptberuflicher Freiwilliger für besondere Bedürfnisse zu sein. Sie und ihre Partner verkauften das Center of Effective Leadership an Right Management, eine Tochtergesellschaft von Manpower Inc. Phua wurde dann Präsident des Autism Resource Center. Sie schrieb oft an Zeitungen und Regierungsbehörden zu Themen, die die Gemeinschaft der Menschen mit besonderen Bedürfnissen betrafen. Phua ist am besten bekannt für ihre Anwaltschaft für diejenigen, die Gefahr laufen, in Singapur zurückgelassen zu werden, und spricht sich häufig für Behinderte und Singapurer mit gering qualifizierten und einkommensschwachen Hintergründen aus. Sie ist eine der Schlüsselarchitekten hinter drei 5-jährigen Enabling Masterplans für Behinderte in Singapur.
Phua ist auch Mitbegründerin und ehemaliger Schulleiterin der Pathlight School, der ersten Spezialschule für autistische Kinder in Singapur. Die Schule bietet ihren Schülern eine allgemeine Ausbildung in Lehrplänen und Lebenskompetenzen. Phua glaubte daran, autistischen Menschen dabei zu helfen, ihr Potenzial auszuschöpfen und sich in die Gesellschaft zu integrieren. Phua half bei der Entwicklung vieler Schulprogramme. Dazu gehören das Training von Fähigkeiten zur Beschäftigungsfähigkeit in einem von Studenten geführten Café, eine spezialisierte Berufsausbildung und Satellitenklassen, in denen sich Pathlight-Studenten mit Mainstream-Studenten treffen. Innerhalb von vier Jahren verzehnfachte sich die Zahl der Einschreibungen, und die Schule zog die Aufmerksamkeit der Medien auf sich, da sie sich auf die Schüler auswirkte.
Phua setzt ihre freiwilligen Bemühungen fort und beaufsichtigt weiterhin zwei Wohltätigkeitsorganisationen – Autism Resource Centre (Singapur) und Autism Association (Singapur) sowie zwei Sonderschulen – Pathlight School und Eden School.

## Politik
Phua trat der regierenden PAP-Zweigstelle Jalan Besar im Jahr 2004 bei. Im folgenden Jahr wurde sie in das Feedback-Überwachungsgremium berufen, das die Feedback-Abteilung der Regierung leitet. Bei den Parlamentswahlen 2006 trat sie als PAP-Kandidatin bei Jalan Besar GRC an, das von der Singapore Democratic Alliance in Frage gestellt wurde. Während des Wahlkampfs versprach sie, Singapur durch die Vertretung von Menschen mit Behinderungen und besonderen Bedürfnissen zu einer integrativeren Gesellschaft zu machen. Das PAP-Team gewann Jalan Besar GRC mit 69,26 % der Stimmen.
Im Juli 2006 gründete die PAP eine Arbeitsgruppe unter der Leitung von Phua, um Initiativen zur Verbesserung der finanziellen Sicherheit von Kindern mit Behinderungen und besonderen Bedürfnissen zu untersuchen. Phua leitete auch ein Komitee, das einen Fünfjahresplan zur Verbesserung der Dienste für Kinder mit besonderen Bedürfnissen ausarbeitete. Das PAP untersuchte ihre Vorschläge und führte später einige ein, wie zum Beispiel einen nationalen gemeinnützigen Treuhandfonds für besondere Bedürfnisse. Es wurden auch Gesetze ausgearbeitet, um den Missbrauch von geistig Behinderten zu verbieten und es Eltern zu ermöglichen, jemanden zu ernennen, der sich nach dem Tod um Kinder mit besonderen Bedürfnissen kümmert.